# Jules Perrot

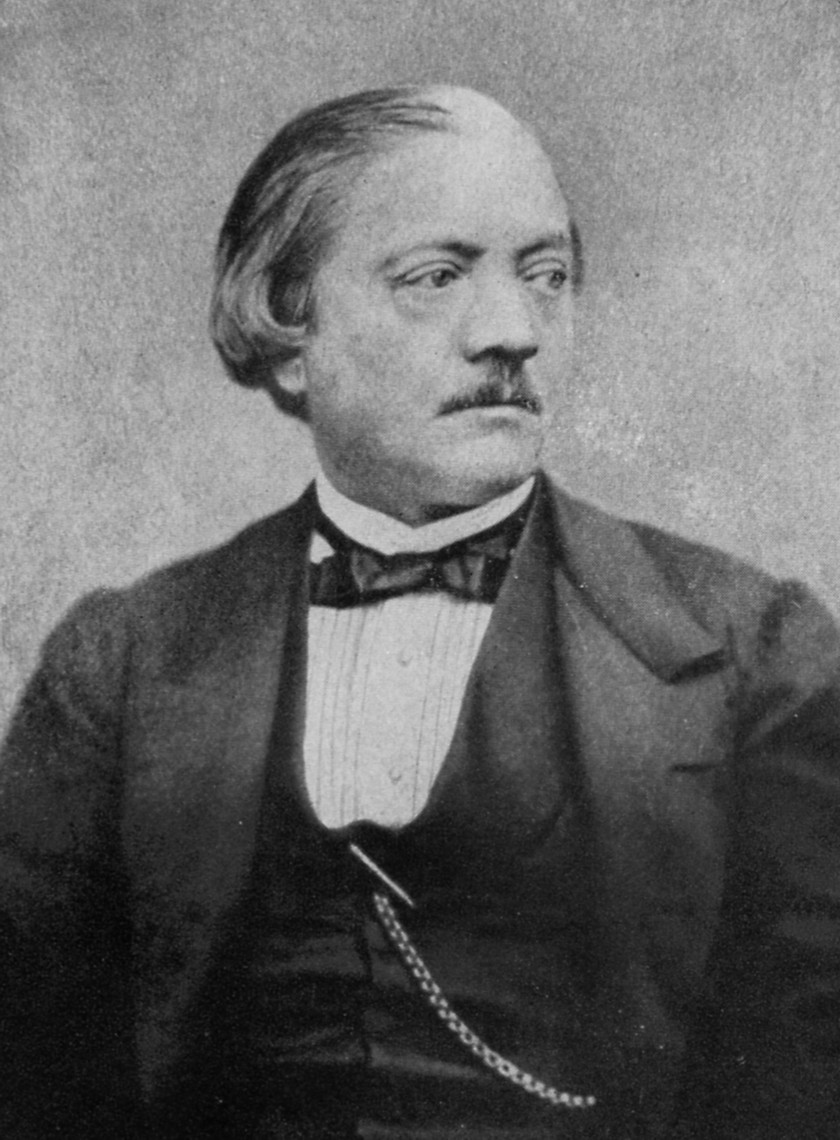
Jules Perrot

Jules-Joseph Perrot (18 de agosto de 1810, Lyon - 24 de agosto de 1892, Paramé) fue un coreógrafo y bailarín francés.
Después de estudiar con Auguste Vestris, debutó en París el año de 1830. Participó junto a Marie Taglioni hasta 1835, haciendo después una gira por Europa. Hizo la coreografía de varios ballets para Carlotta Grisi.
Estuvo en Londres desde 1842 hasta 1848 y en San Petersburgo desde ese mismo año hasta 1858, trabajando como bailarín y maestro de danza. Dedicó el resto de su vida en dar clases en la Ópera de París.
- Datos: Q554284
- Multimedia: Jules Perrot / Q554284